# 16 mm スケール

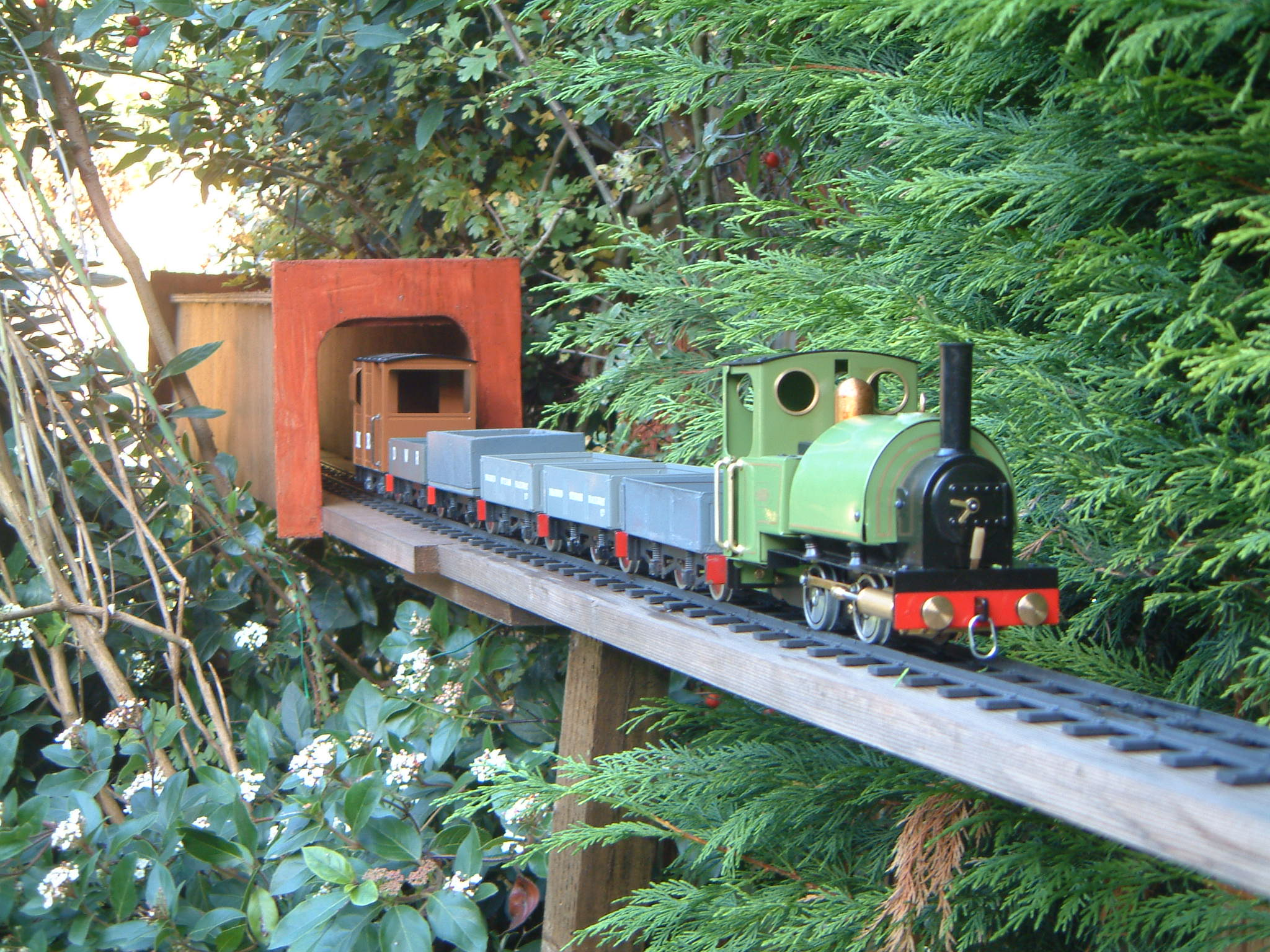
庭園鉄道のレイアウトを走行する大幅に改造されたMamod ライブスチームの蒸気機関車

イギリスにおいて一般的な鉄道模型の縮尺で実物の1フィートを16 mmに縮小した狭軌鉄道は16 mm:1 foot または1:19.05の縮尺で表記される。 
このような鉄道の最も一般的な軌間は32mmで実物が24インチの軌間を表す。この縮尺/軌間の組み合わせはしばしば"SM32"と表記される。(この名称は主要な軌道の製造会社の一つであるPecoによって普及した。) そしてしばしば庭園鉄道に使用され十分な大きさがあるのでライブスチームに容易く対応できる。
次に普及した軌間は45mmで実物の2フィート9.75インチの軌間を表し、いくつかの実物の路線はこの正確な軌間だが一般的には30インチから36インチの軌間の表現に使用される。
16mmスケールには複数の商業製造業者と同様に独自に車両を作る多くの熱狂的な複数の愛好家達がいる。
実物の軌間24インチの鉄道はイギリスにおいて最も一般的に見つかるので模型の多くはイギリスの車両を模している。
ヨーロッパと北アメリカの狭軌鉄道も同様にこの縮尺で模型化されるが製品はすく大半はスクラッチビルトか組み立てキットの模型である。
この縮尺の模型はおよそ1930年代初頭に作られたがこの縮尺の普及に大きな役割を果たしたMerioneth 鉄道協会が設立されたのは第二次世界大戦後である。協会はその規定集で有名で見出しは以下のとおりである。
Merioneth鉄道協会の規定集の状態:
規定1.協会はMerioneth鉄道協会として知られるべきである。
規定2.無規定であるべきである。
この二組の軽い気持ちの16mmの同好の士の精神は遊び心と共に気まぐれでしばしば深刻な懸念を吹き払う。縮尺どおりの忠実な模型の動力としてライブスチームを使用した場合にはしばしばこの縮尺における蒸気技術の要求の犠牲になる。
しかしながら蒸気で走る機関車の実物同様の音や匂いや視覚効果は忠実度の損失を補完する。ライブスチームで走る機関車はこの小さい縮尺でも電気を動力として走る模型とは大きく異なる。
長年に渡り市販の部品は無く、愛好家達は手作りまたはOスケールの部品に手を加えた。1970年代初頭にアークエンジェルが大型の縮尺における最初の商業的な製造業者として登場し、続いて70年代末にMerlinとBeckが登場した。 
3社は全て手頃な価格でこの縮尺のライブスチームを販売した。1981年にMamodがイギリス市場向けの廉価で幾分完成度の低い蒸気機関車を伴って参入した。完全ではなかったが低価格により幅広い人々に門戸を開き、結果的に他の製品の需要が伸びた。現在ではラウンドハウス社が高品質のライブスチームの製造者として市場の大部分を支配する。積極的な専門家の集団と愛好家の製作者がこの需要を満たす為に出現した。
eメールリストと協会が愛好家や会員へ支援を提供する。

## 16mmスケールの鉄道模型製造者
- Accucraft UK - UK website
- Archangel - website
- Argyle - website
- Brandbright - website
- Busy Bodies - website
- Cooper Craft - website
- DJB Engineering - website
- IP Engineering - website
- John Prescott Engineering - website
- Locomotion - website
- Mike Beeson Models - website
- Pearse Locos - website
- Pepper7 - website
- Perfect World - website
- PPS Steam Models - website
- Roundhouse Engineering - website
- Slaters - website
- Tenmille - website
- WellChuffed - website
- Worsley Works - website